# Austrocylindropuntia vestita
Austrocylindropuntia vestita (укр. Аустроциліндропунція одягнена)  — сукулентна рослина з роду аустроциліндропунція родини кактусових.

## Видова назва

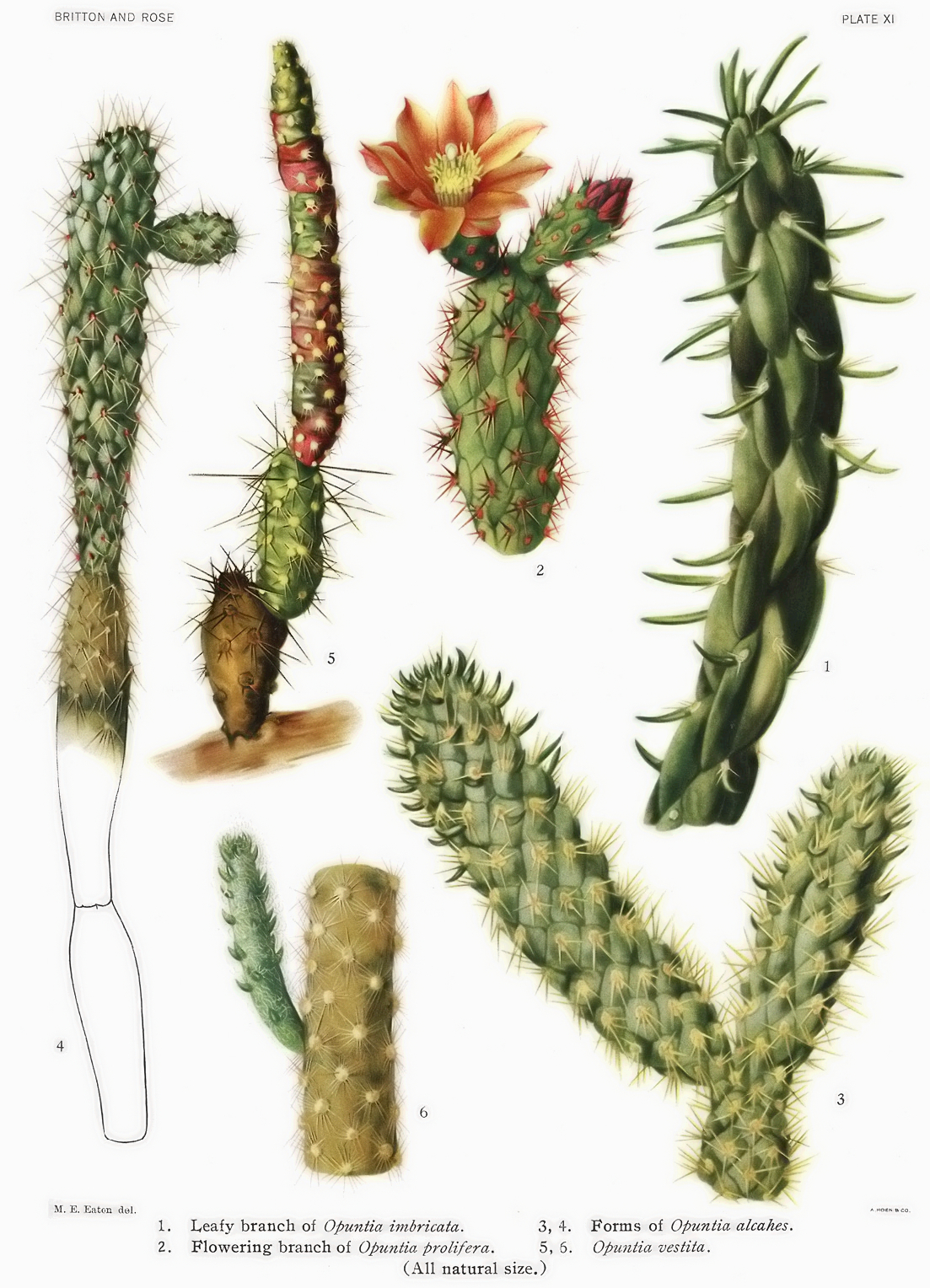
Ботанічна ілюстрація аустроциліндропунції одягненої серед інших рослин підродини опунцієвих з видання Бріттона і Роуза 1919 року «The Cactaceae», Vol. I, Plate XI.

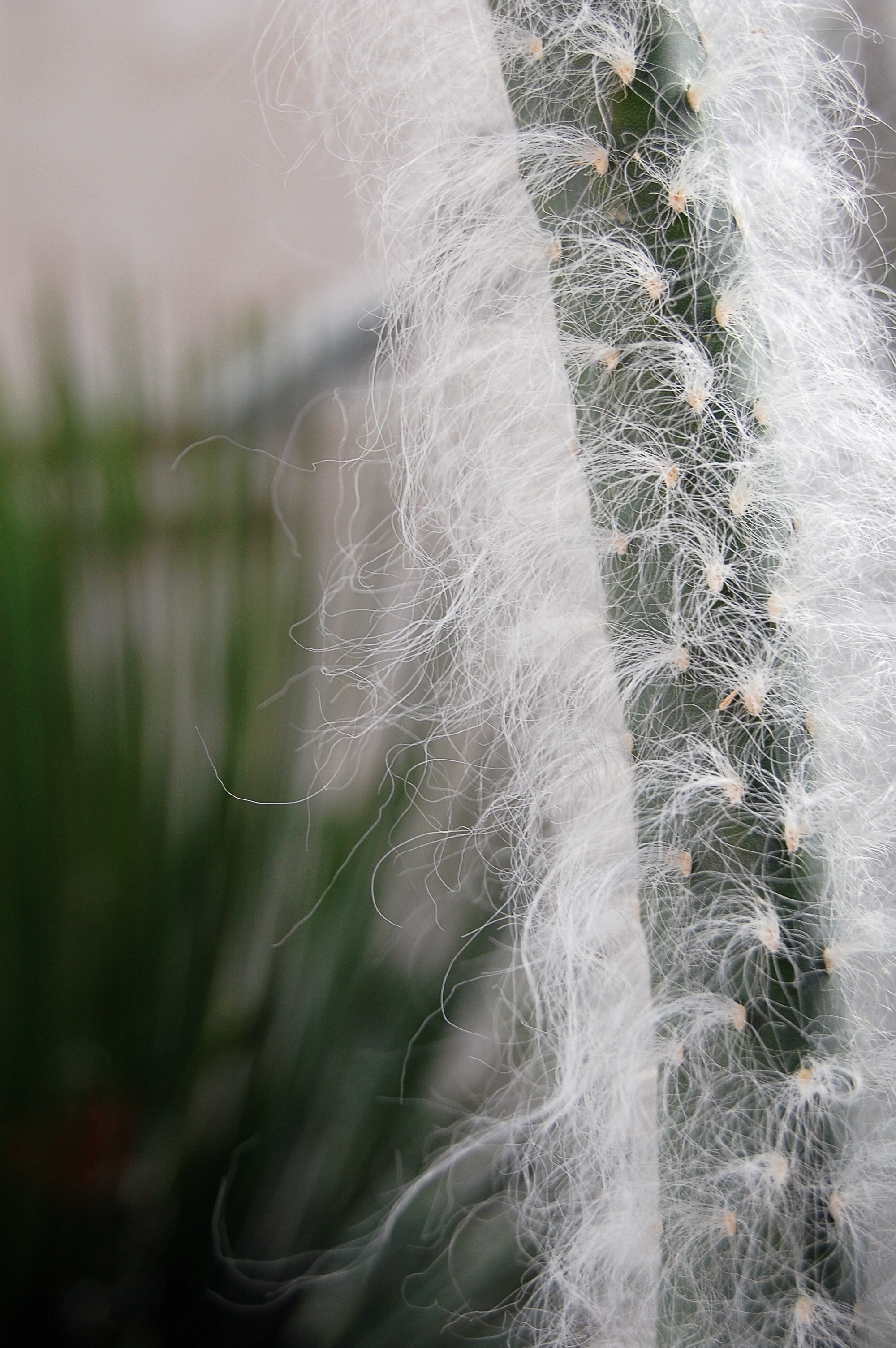
Аустроциліндропунція одягнена в Ботанічному саду Сан-Антоніо, Сан-Антоніо, Техас, США

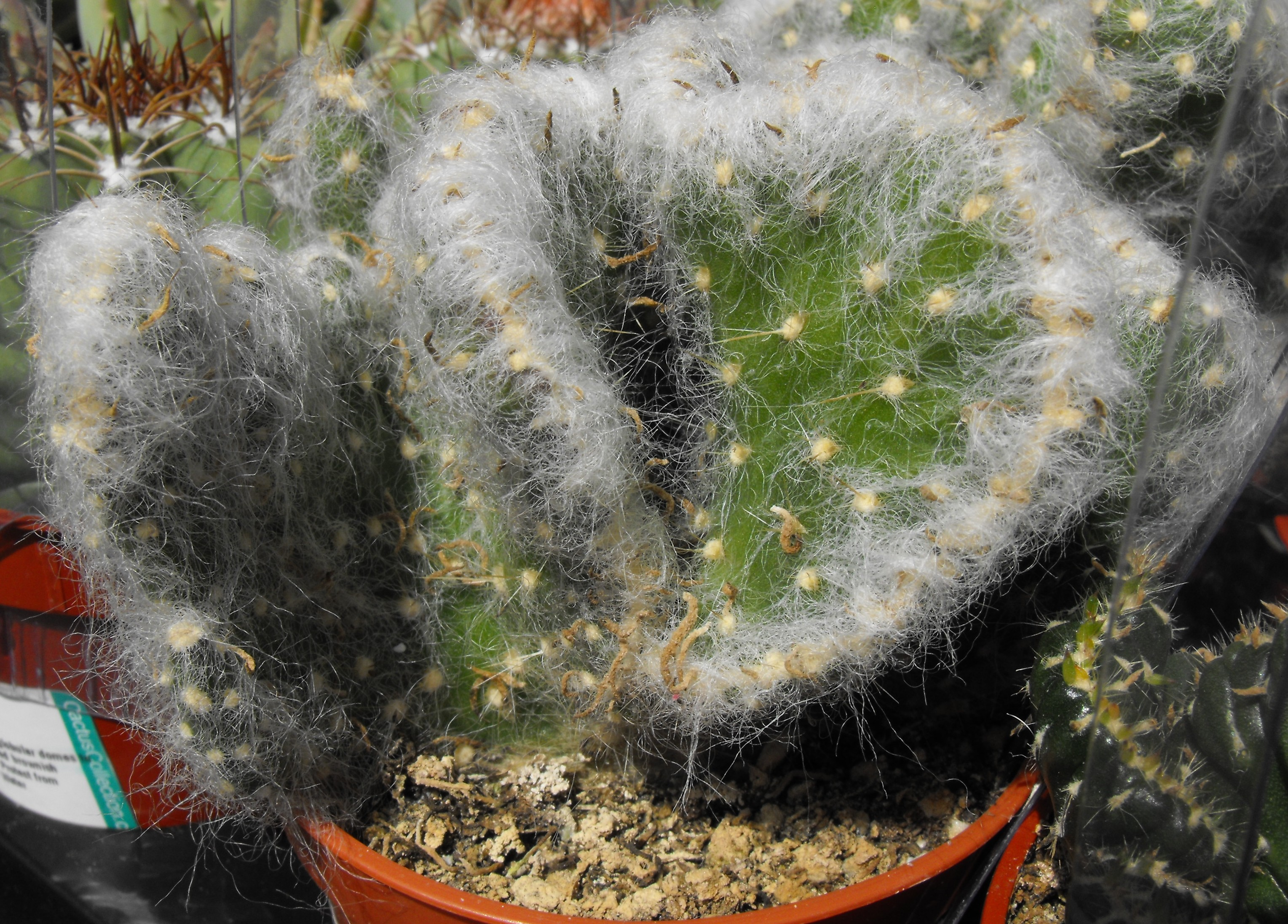
Кристатна форма аустроциліндропунції одягненої

Отримала видову назву від лат. vestis — 'одягнена' завдяки густому білому волоссю, що ніби одяг вкриває всю рослину.
Місцеві назви — «Бавовняний кораловий кактус» (англ. «Cotton Coral Cactus»), «Бавовняний стовб» (англ. «Cotton Pole»), «Опунція-стара людина» (англ. «Old Man Opuntia»).

## Загальна біоморфологічна характеристика
Стебла, еліптичні або майже кулясті до 50 см завдовжки, в культурі стаю злегка циліндричними, утворюють великі групи.
Пагони діаметром 1,5-3 см, з густими, білими волосками, з волосків виступають короткі циліндричні темно-зелені листочки завдовжки 1-3 см.
Ареоли невеликі.
Глохідії білі.
Колючок 1-8, часто завдовжки лише 0,4 см, частково до 1,5 см, тонкі, коричневі.
Квітки 3,5 см завдовжки, діаметром 3-4 см, червоні або фіолетові, залишаються відкритим 2-3 дні.
Плоди сферичні, подовжені, червоного до темно-фіолетового кольору, до 4 см завдовжки, до 2,5 см в діаметрі, вкриті глохідіями.

## Ареал
Цей вид зустрічається в Аргентині, в провінціях Жужуй і Сальта, а також в Болівії, в департаментах Кочабамба, Ла-Пас, Чукісака, Потосі і Тариха.

## Екологія
Росте на високих луках на кам'янистих ґрунтах на висотах від 2 400 і 3 600 м над рівнем моря.

## Охорона у природі
Аустроциліндропунція одягнена входить до Червоного списку Міжнародного Союзу Охорони Природи, стан — в найменшому ризику.
Цей вид має досить широкий ареал. Популяції стабільні. На природоохоронних територіях не присутній. Великих загрози для цього виду немає.

## Культивування
В період вегетації рослини утримують на сонячному місці, полив середній.
В період спокою утримують сухо за температури не менше 5 °C.
В культурі зустрічаються звичайні і кристатні форми.
Розмножуються насінням або, особливо, живцями.

## Варитети
- Austroculindropuntia vestita var. chuquisacana (Cárdenas) Backeb. — волоски густіші, листя довші.
- Austroculindropuntia vestita var. intermedia Backeb. — пагони міцніші, колючки частково стирчать, листя середньої довжини.
- Austroculindropuntia vestita var. major Backeb. — листя завдовжки до 3 см.